# Rio Formoso (Corumbataí)
Der Rio Formoso ist ein etwa 74 km langer linker Nebenfluss des Rio Corumbataí im Süden des brasilianischen Bundesstaats Paraná.

## Geografie

### Lage
Das Einzugsgebiet des Rio Formoso befindet sich auf dem Terceiro Planalto Paranaense (Dritte oder Guarapuava-Hochebene von Paraná).

### Verlauf
Sein Quellgebiet liegt im Munizip Roncador auf 786 m Meereshöhe etwa 7 km nördlich des Hauptorts zwischen der BR-158 und der PR-462.
Der Fluss verläuft in nordöstlicher Richtung. Er bildet streckenweise die Grenze des Munizips Iretama zu Luiziana und weiter nördlich zwischen Iretama und  Barbosa Ferraz. Er mündet auf 346 m Höhe von links in den Rio Corumbataí. Er ist etwa 74 km lang.

### Munizipien im Einzugsgebiet
Am Rio Formoso liegen die vier Munizipien Roncador, Iretama, Luiziana und Barbosa Ferraz.

### Nebenflüsse
links:
- Córrego Água Pedra Branca
- Córrego Formosinho
- Rio Chupador

rechts:
- Rio Laranjeiras
- Rio Tormentinho